# Tone Kajzer
Tone Kajzer, slovenski diplomat in politik, * 9. julij 1966, Slovenj Gradec
V času 14. vlade Republike Slovenije je deloval kot državni sekretar na Ministrstvu za zunanje zadeve Republike Slovenije, kjer je služboval že prej. Je nekdanji slovenski veleposlanik na Finskem in na Danskem, med letoma 2020 in 2022 pa je kot veleposlanik deloval v Združenih državah Amerike.

## Izobraževanje
Kajzer izhaja iz Mežice, kjer je obiskoval tudi osnovno šolo. Šolanje je nadaljeval na srednji gradbeno-geodetski šoli v Mariboru, nato pa se je vpisal na Fakulteto za arhitekturo gradbeništvo in geodezijo v Ljubljani, nato še na Ekonomsko-poslovno fakulteto v Mariboru in na študij mednarodnih odnosov na Fakulteti za družbene vede v Ljubljani.

## Diplomacija
Leta 1995 se je zaposlil na Ministrstvu za zunanje zadeve Republike Slovenije, že naslednje leto pa odpotoval v Egipt, kjer je v Kairu deloval na slovenskem veleposlaništvu. V Ljubljano se je vrnil leta 2000 in prevzel delo namestnika in vodje sektorja nacionalnega koordinatorja za mednarodno razvojno sodelovanje. Sodeloval je tudi s sektorjem, ki je urejal odprta vprašanja z Republiko Hrvaško.
Leta 2008 je bil imenovan na mesto veleposlanika Republike Slovenije na Finskem, kjer je bil akreditiran tudi za Republiko Estonijo. Bil je pobudnik ustanovitve Združenja staršev slovenskih otrok na Finskem. Bil je zadnji slovenski veleposlanik na Finskem, saj je Vlada Republike Slovenije le-to zaradi varčevalnih ukrepov leta 2012 zaprla. Po vrnitvi v Slovenijo je bil imenovan na mesto državnega sekretarja v kabinetu predsednika vlade Janeza Janše.
Med letoma 2013 in 2018 je opravljal funkcijo veleposlanika Republike Slovenije na Danskem. V času njegovega diplomatskega dela v nordijskih državah je Slovenija okrepila svojo mrežo konzulov v tem delu Evrope. Po vrnitvi iz Danske je Kajzer na slovenskem zunanjem ministrstvu koordiniral digitalno preobrazbo. Leta 2020 je bil imenovan na mesto državnega sekretarja na Ministrstvu za zunanje zadeve Republike Slovenije, v času ministra Anžeta Logarja.
Novembra 2020 ga je ministrstvo za zunanje zadeve akreditiralo kot novega veleposlanika Republike Slovenije v Združenih državah Amerike. Septembra 2022 je zunanje ministrstvo pod vodstvom Tanje Fajon veleposlaništvom poslalo depešo za zbiranje podpisov za Natašo Pirc Musar, ki jih je zbirala za kandidaturo za predsednico države in je za to na ministrstvo poslala zaprosilo. Kajzer je zaradi domnevnega favoriziranja kandidatke na svojem računalniku v Washingtonu fotografiral zaslon z depešo in ga poslal predsedniku SDS Janezu Janši. Ta je fotografijo objavil na svojem Twitter profilu. Kajzer je bil poklican na zagovor v Ljubljano, vlada pa je zaradi suma zlorabe zaupnega depešnega sistema 16. septembra 2022 predlagala njegovo razrešitev. Predsednik republike je ukaz o odpoklicu podpisal 20. septembra 2022, a ob tem dejal, da ni zadovoljen, da se vlada predhodno z njim ni posvetovala. Sam je namreč menil, da je odpoklic pretiran ukrep, saj da Kajzerjevo dejanje "Ni imelo neposrednih škodljivih posledic za zunanjepolitične interese države. Veleposlanik je ravnal narobe in bi bila morda kakšna druga sankcija primernejša kot pa sam odpoklic."

## Zasebno
Poročen je z Mileno Stefanović Kajzer in je oče dveh otrok. Je ljubitelj knjig, teka in golfa.